# Сауд Карири
Сауд Карири (рођен 8. јула 1980. у Ријаду, Саудијска Арабија) је професионални фудбалер и репрезентативац Саудијске Арабије који је играо на позицији везног играча.
Маркос Пакета селектор репрезентације Саудијске Арабије уврстио је Сауда Каририја у тим за Светско првенство у фудбалу 2006. у Немачкој.